# Беляев, Александр Иванович (коневод)
Александр Иванович Беляев (1911—1991) — советский учёный, коневод. Лауреат Государственной премии Казахской ССР. Мастер спорта СССР по конному спорту.

## Биография
Родился в Иркутской губернии (Иркутская обл., Заларинский р-н, с. Троицкое).
В 1928—1934 годах рабочий в различных учреждениях.
Окончил Московский зооветеринарный институт (1938), получил направление в Казахстан.
- 1938—1943 главный зоотехник Эмбенского конезавода № 52 Наркомата обороны СССР.
- 1943—1945 служил в РККА.
- 1945—1956 зоотехник конезаводов Уральской, Алматинской, Костанайской областей.
- 1956—1964 директор совхоза «Эмбинский» Мугалжарского района.
- 1964—1979 директор Актюбинской сельскохозяйственной опытной станции.

Кандидат сельскохозяйственных наук (1969, тема диссертации «Методы и результаты улучшения лошадей казахской породы типа джабе»).
Соавтор кушумской породы лошадей (выводилась с 1931 по 1976 год). Автор линий лошадей заводского направления «Баркыт», «Зубр» и «Кания».
Автор книги «Казахская лошадь джабе».
Лауреат Государственной премии Казахской ССР. Награждён орденами Октябрьской Революции, Трудового Красного Знамени, «Знак Почёта», Отечественной войны II степени и медалями.
Мастер спорта СССР по конному спорту.